# Etienne Nguyên Nhu Thê

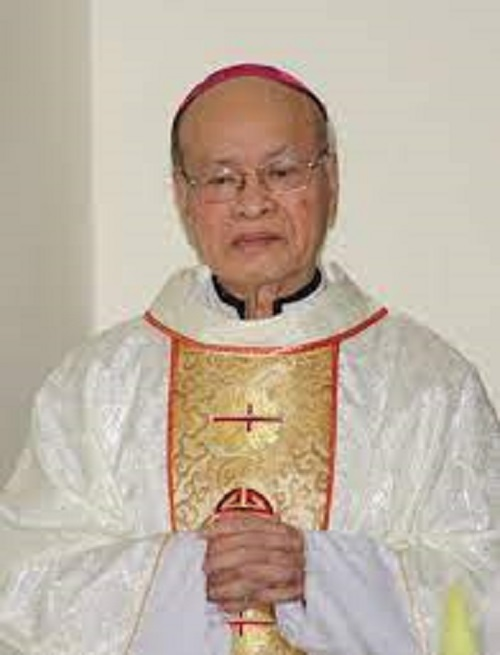
Etienne Nguyên Nhu Thê (Dezember 2021)

Etienne Nguyên Nhu Thê (Stêphanô Nguyễn Như Thể; * 1. Dezember 1935 in Quảng Trị; † 16. Dezember 2024 in Huế) war ein vietnamesischer Geistlicher und römisch-katholischer Erzbischof von Huế.

## Leben
Etienne Nguyên Nhu Thê trat 1947 in das Kleine Seminar An Ninh ein und begann 1955 sein Studium der Theologie und Philosophie am Großen Seminar Saint Joseph in Saigon (heute Ho-Chi-Minh-Stadt). Er empfing am 6. Januar 1962 die Priesterweihe für das Erzbistum Huế. Nachdem er von 1968 bis 1970 seine Studien in Frankreich fortgesetzt hatte, war er von 1972 bis 1975 Rektor des Kleinen Seminars Hoan Thien.
Papst Paul VI. ernannte ihn am 7. September 1975 zum Titularerzbischof pro hac vice von Tipasa in Mauretania und zum Koadjutorerzbischof von Huế. Die Bischofsweihe spendete ihm der Erzbischof von Huế, Philippe Nguyên-Kim-Diên PFJ, am 7. September desselben Jahres in der Kathedrale von Huế; Mitkonsekratoren waren Pierre Marie Pham-Ngoc-Chi, Bischof von Đà Nẵng, und François Xavier Nguyên Quang Sách, Koadjutorbischof von Đà Nẵng. Von seinem Amt musste er auf Druck der kommunistischen Regierung Vietnams am 23. November 1983 zurücktreten. 1992 wurde er Mitglied im Päpstlichen Rat für den interreligiösen Dialog.
Papst Johannes Paul II. ernannte ihn am 1. März 1998 zum Erzbischof von Huế. Am 18. August 2012 nahm Papst Benedikt XVI. sein aus Altersgründen vorgebrachtes Rücktrittsgesuch an.